# Senično
Senično – wieś w Słowenii, w gminie Tržič. W 2018 roku liczyła 298 mieszkańców.